# الرياضة في روسيا

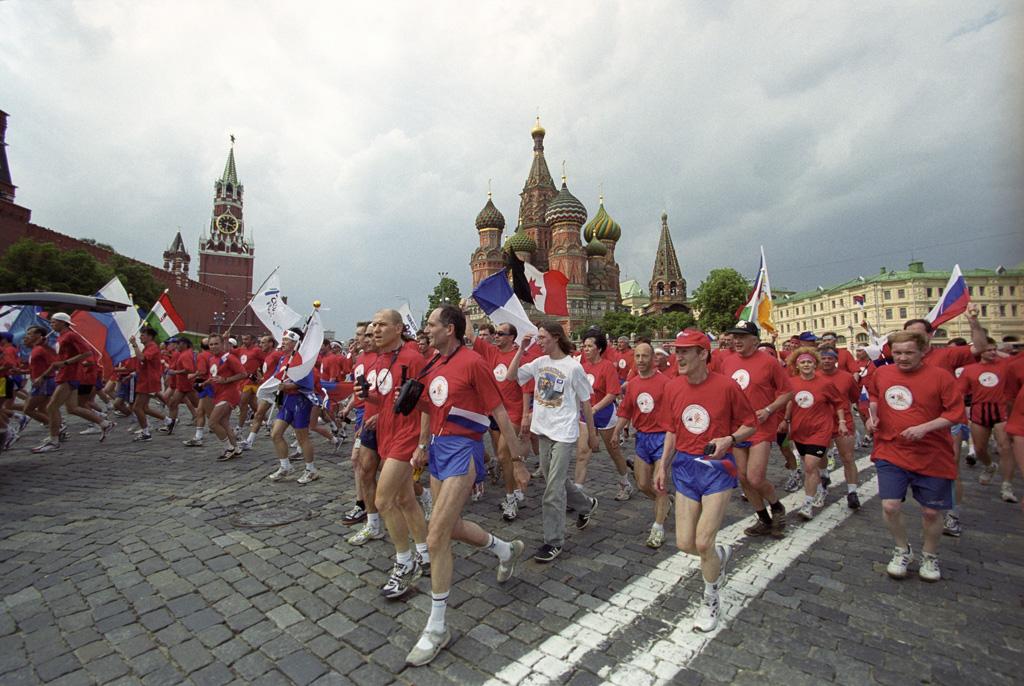
الروس وهم يقومون بماراثون في موسكو.

الرياضة في روسيا تُعَدُ روسيا واحدة من أنجح الدول في الكثير من الرياضات، وعادةً ما تُنهي روسيا ترتيب تتويجاتها في الألعاب الأوليمبية بالمراتب الأولى، وروسيا هي خليفة الإتحاد السوفييتي حيث ورثت أغلب أراضيه وسكانه و الاتحاد السوفييتي احتل المرتبة الأولى في الألعاب الأولمبية في ترتيب الميداليات في 14 مرة من تنظيم الألعاب الأولمبية من أصل 18 مرة شاركت بها في الألعاب الأولمبية.
ومنذ الألعاب الأولمبية وألتي أُقيمت في مدينة هلسنكي عاصمة فنلندا لم يغب الاتحاد السوفييتي وبعدهُ روسيا عن تحقيقهِ أدنى من المرتبة الثالثة إلا في الألعاب الأولمبية الأخيرة في 2012 حيث احتلت روسيا المرتبة 4، وكانت روسيا تُنافس الدول الكُبرى في الرياضة في الألعاب الأولمبية الصيفية و الشتوية وفي الألعاب البارا لمبية مثل الولايات المتحدة والصين والمملكة المتحدة.
كرة القدم هي أكثر الرياضات شعبية في روسيا وثم تأتي بعدها كرة السلة وهوكي الجليد و الباندي وهُناك رياضات أقل شعبية أيضاً في روسيا مثل الرغبي وكرة اليد وكرة طائرة ورفع أثقال والجمباز وتزلج فني على الجليد وبياثلون وملاكمة ومصارعة وفنون قتالية وتزحلق على الثلج.